# オンドジェイ・マズフ
オンドジェイ・マズフ（Ondřej Mazuch, 1989年3月15日 - ）は、チェコ (旧・チェコスロバキア)・南モラヴィア州ホドニーン出身のサッカー選手。ポジションはディフェンダー。
U-20チェコ代表に18歳にして招集された。

## 経歴
2006-07シーズンにガンブリヌス・リーガの1.FCブルノにてキャリアをスタートさせる。24試合に出場し、1得点を挙げる。
2007年6月30日から7月22日に行われたFIFA U-20ワールドカップに、U-20チェコ代表のセンターバックとして出場し準優勝を果たす。
2007-08シーズンに同国代表で同ポジションのトマーシュ・ウイファルシが当時所属していたACFフィオレンティーナに移籍。
2009年にベルギーのRSCアンデルレヒトにレンタル移籍した。
2017年7月、ハル・シティAFCへ移籍。

## 所属クラブ
- 1.FCブルノ 2006-2007
- ACFフィオレンティーナ 2007-2010

→ RSCアンデルレヒト 2009-2010 (loan)
- RSCアンデルレヒト 2010-2012
- FCドニプロ 2012-2015
- ACスパルタ・プラハ 2015-2017
- ハル・シティAFC 2017-2019
- FKムラダー・ボレスラフ 2020
- FKテプリツェ 2021-2022
- TJ Ligmet Milin 2022-